# ميتشيل كليج
ميتشيل كليج (بالإنجليزية: Mitchell Clegg)‏ هو لاعب دارت أسترالي، ولد في 12 نوفمبر 1990 في أستراليا.

## وصلات خارجية
- ميتشيل كليج على موقع DartsDatabase.co.uk (الإنجليزية)